# 比利亚马丁
比利亚马丁（西班牙語：Villamartín），是西班牙安达卢西亚自治区加的斯省的一个市镇。总面积212平方公里，总人口12207人（2017年），人口密度58人/平方公里。

## 图集

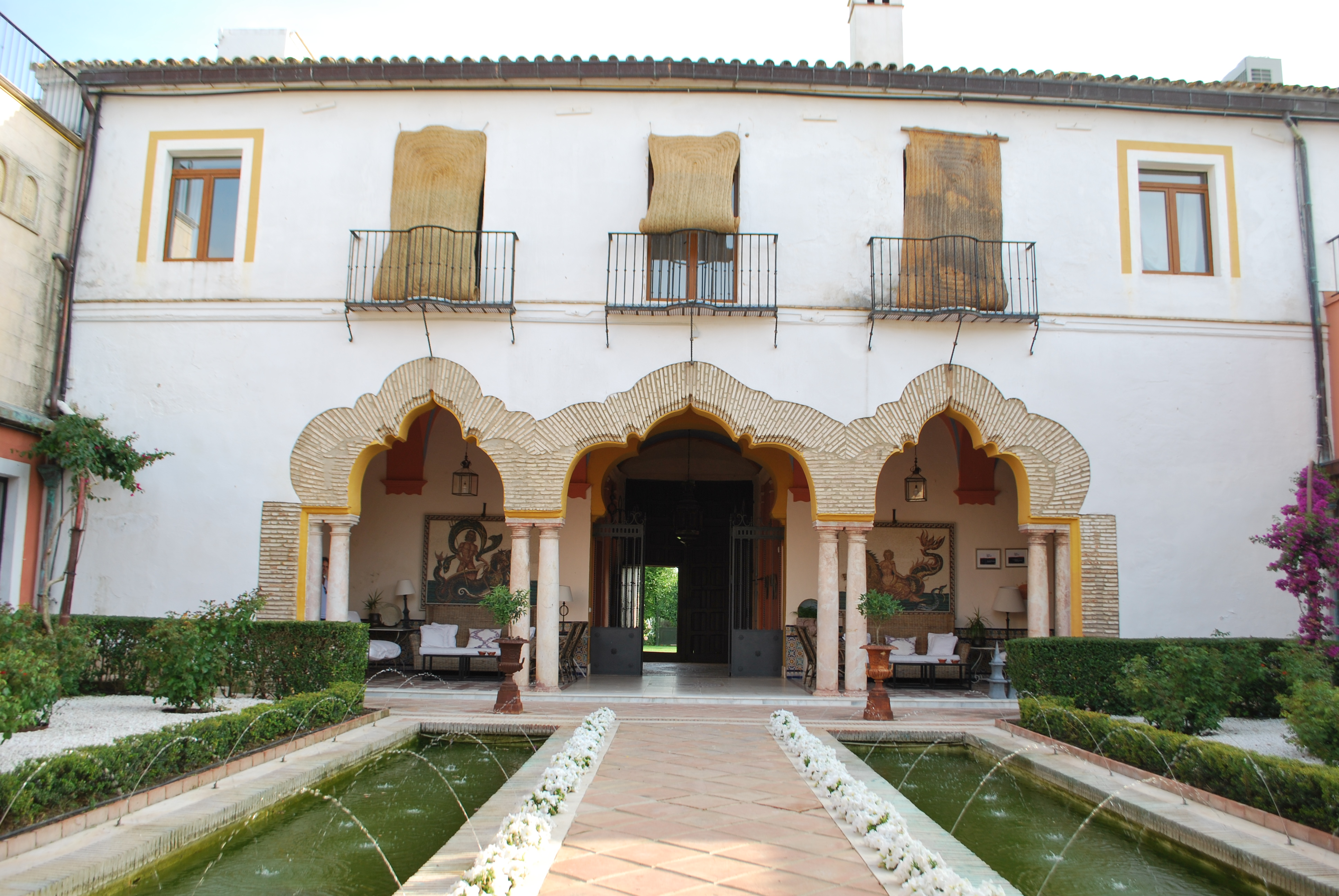
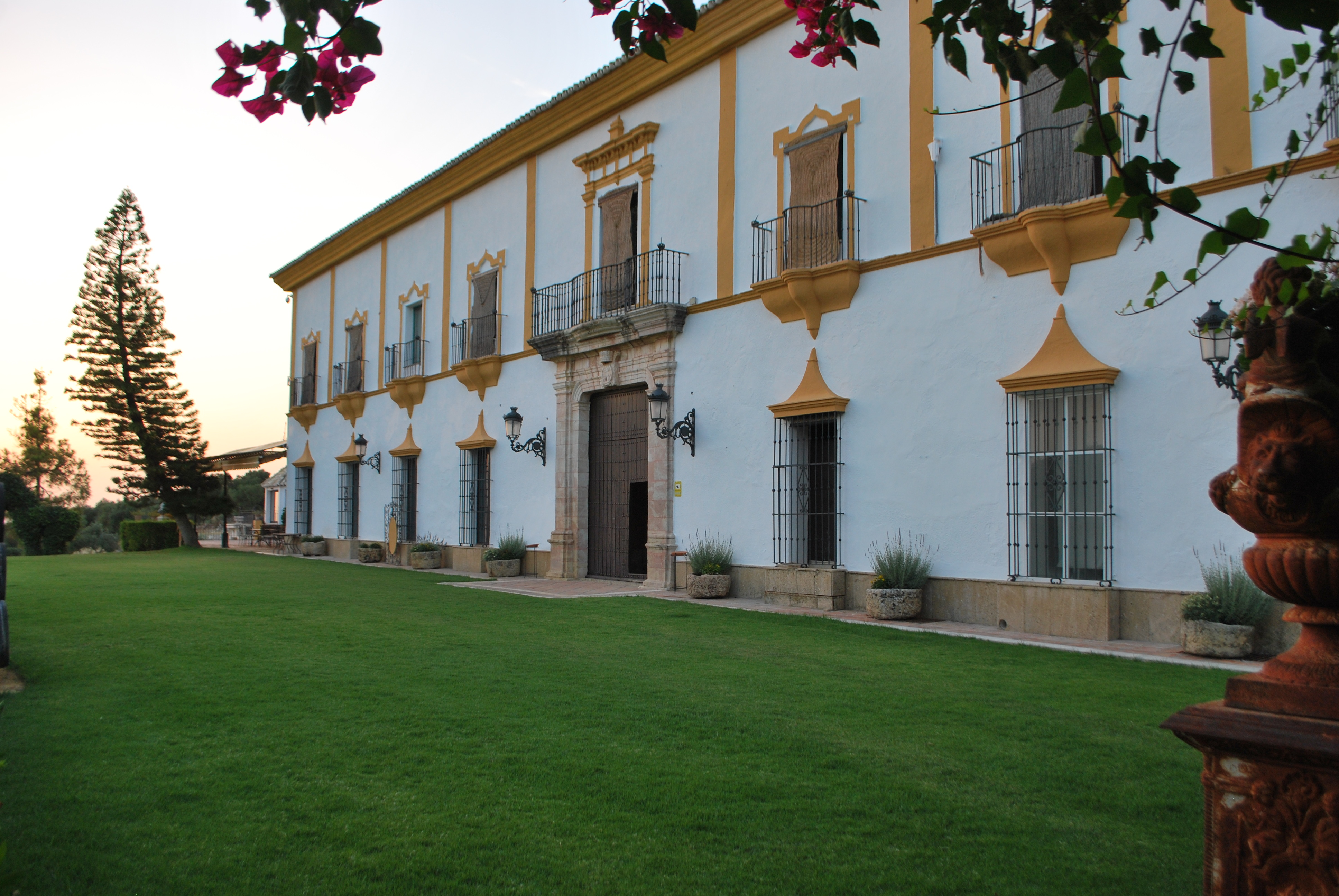
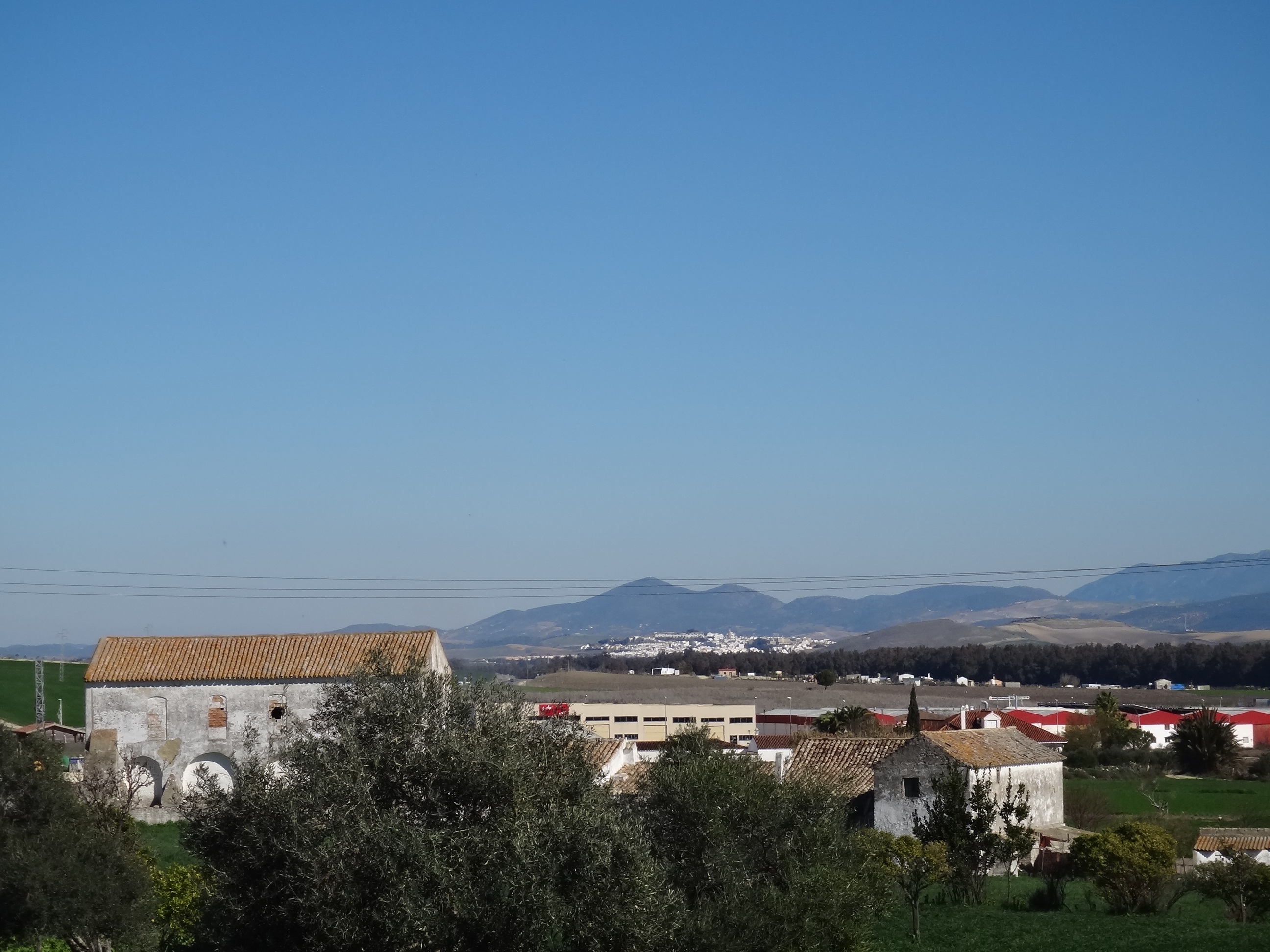